# Dietrich DP V
Die Dietrich DP V war ein Projekt der Dietrich-Gobiet Flugzeugwerk AG für ein offenes zweisitziges Passagier- und Transportflugzeug aus dem Jahr 1924.

## Entwicklung
Die Dietrich DP.V war die letzte von drei kommerziellen Flugzeugentwicklungen der Dietrich-Gobiet Flugzeugwerk AG. Mit der Dietrich DP.V sollte die Lücke zwischen der großen Dietrich DP.IV und der deutlich kleineren, für Sport- und Schulzwecke ausgelegten Dietrich DP.IIa geschlossen werden. Bei annähernd gleicher Reichweite und Nutzlast wie bei der Dietrich DP.IV war dieses zweisitzige Flugzeug als kleines Zubringerflugzeug auf Strecken mit geringem Nachfrageaufkommen, besonders aber als Geschäftsreiseflugzeug für kleinere und mittlere Unternehmen oder als Transportflugzeug geeignet. Über die vielfältigen Einsatzmöglichkeiten der Dietrich DP.V berichtete ein Artikel in den Kasseler Nachrichten im August 1924, zu denen u. a. Überwachungsflüge, Einsätze in der Land- und Fischereiwirtschaft, Luftbildeinsätze und Flüge zu meteorologischen Studien zählten.
Die Entwicklung der Dietrich DP.V wurde vor Erreichen des Prototypenstadiums aufgegeben. Für die vielfältigen kommerziellen Einsatzbereiche erwies sich die preisgünstigere Dietrich DP.IIa für die meisten Anwender in den frühen Zwanziger Jahren als ausreichend.

## Konstruktion
Der Entwurf der Dietrich DP.V entsprach weitgehend einer verkleinerten Dietrich DP.IV. Der Cockpitbereich war wieder verschlankt, sodass zwei Insassen hintereinander sitzend Platz fanden. Die Spannweite wurde um 2 Meter verkürzt und anstelle des Siemens-Motors wurde ein Mercedes D.I-Motor mit 100 PS vorgesehen.

## Technische Daten
| Kenngröße             | Daten                                     |
| --------------------- | ----------------------------------------- |
| Besatzung             | 1 Pilot                                   |
| Passagiere            | 1                                         |
| Spannweite            | 11,00 m                                   |
| Länge                 | 7,00 m                                    |
| Höhe                  | 2,25 m                                    |
| Flügelfläche          | 19,00 m²                                  |
| Flügelstreckung       | 6,4                                       |
| Flächenbelastung      | 45,3 kg/m²                                |
| Leistungsbelastung    | 8,6 kg/PS                                 |
| Rüstmasse             | 500 kg                                    |
| Zuladung              | 360 kg                                    |
| Startmasse            | 860 kg                                    |
| Antrieb               | ein Mercedes D.I-Motor mit 100 PS (74 kW) |
| Höchstgeschwindigkeit | 160 km/h                                  |
| Gipfelhöhe            | 3800 m                                    |
| Aktionsradius         | 640 km                                    |